# Complexul geologico-paleontologic din bazinul râului Lopatnic
Complexul geologic și paleontologic din bazinul râului Lopatnic este o arie protejată situată de-a lungul râului Lopatnic, la sud-est de satul Caracușenii Vechi până la satul Corjeuți și defileul Caracușenii de Sud. Include defileele 1 și 2 (câte 94 ha) lângă satul Caracușenii Vechi; defileul 3 (102 ha), ocolul silvic Briceni, Caracușenii Vechi; defileul 4 și 5 (58 ha și respectiv 43 ha); formațiunele tectonice de lângă satul Corjeuți. Are o suprafață totală de 452 ha. Obiectul este administrat de Gospodăria Silvică de Stat Edineț și primăriile satelor Caracușenii Vechi și Corjeuți.

## Galerie de imagini

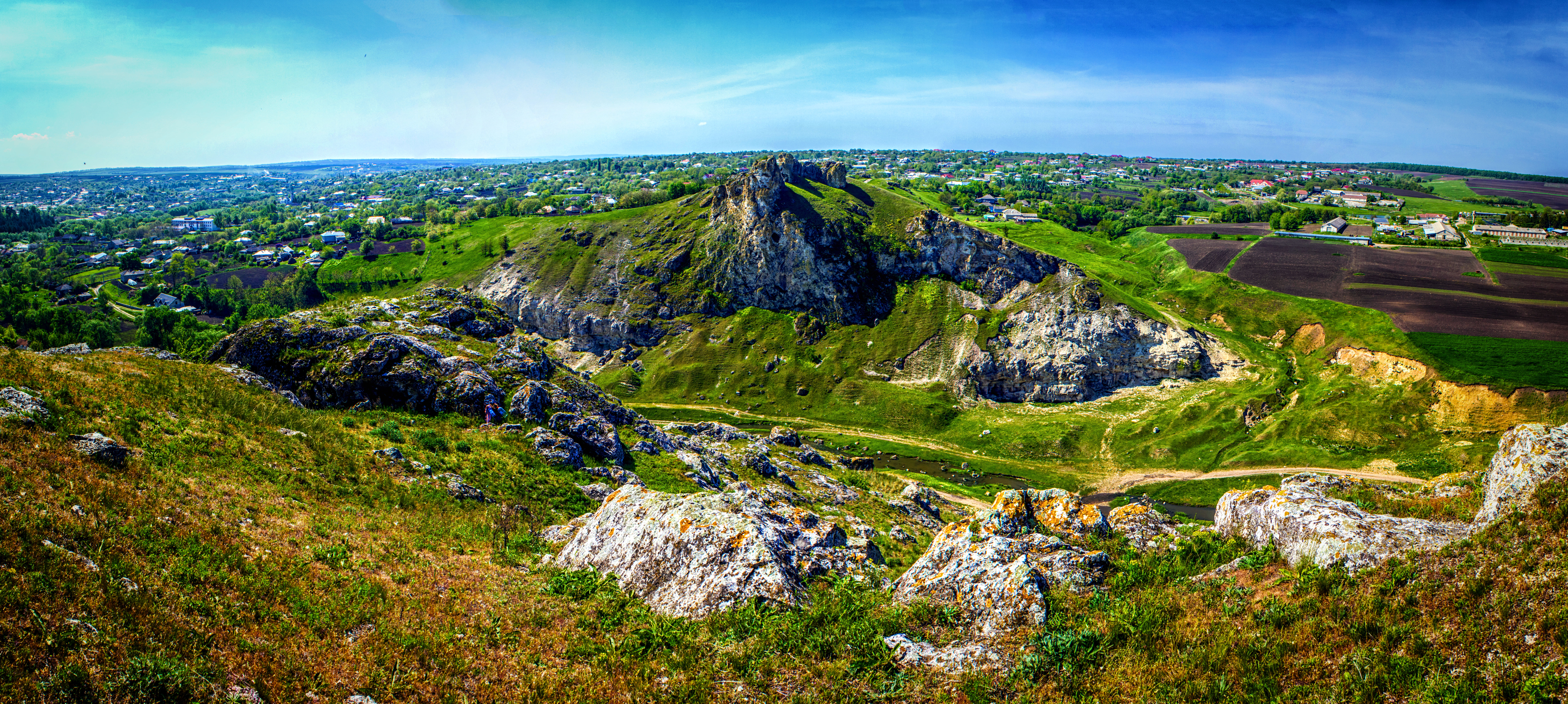
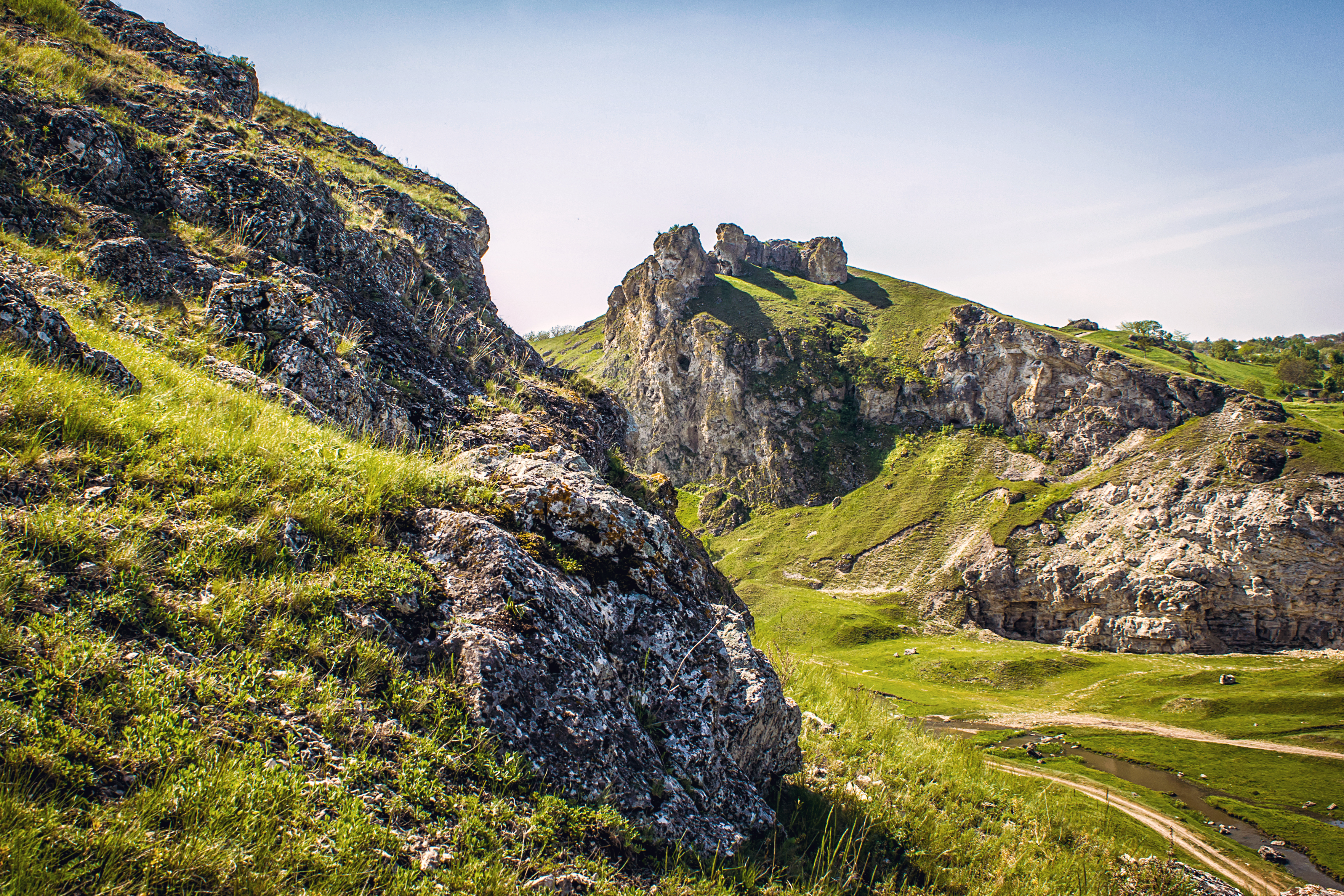
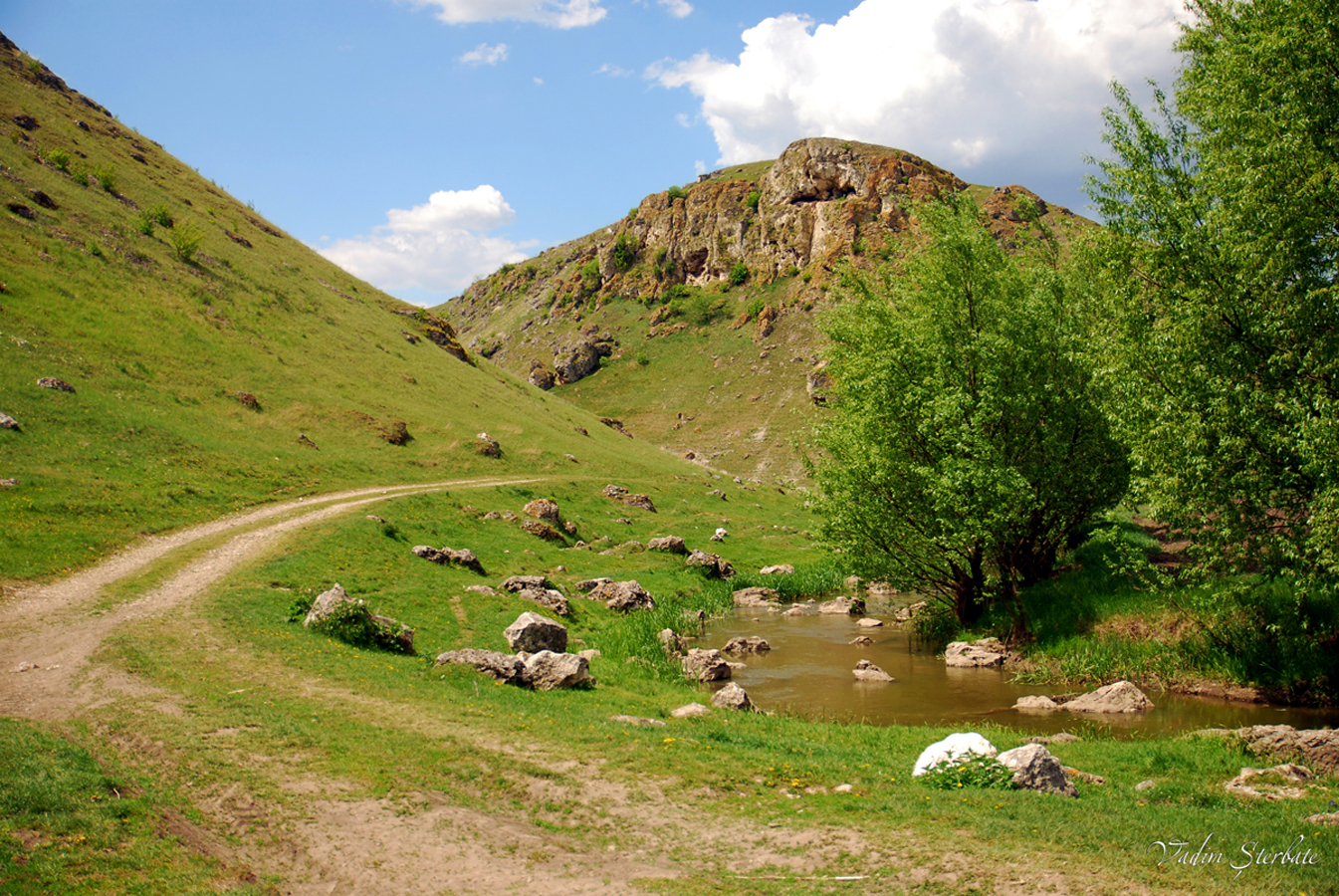
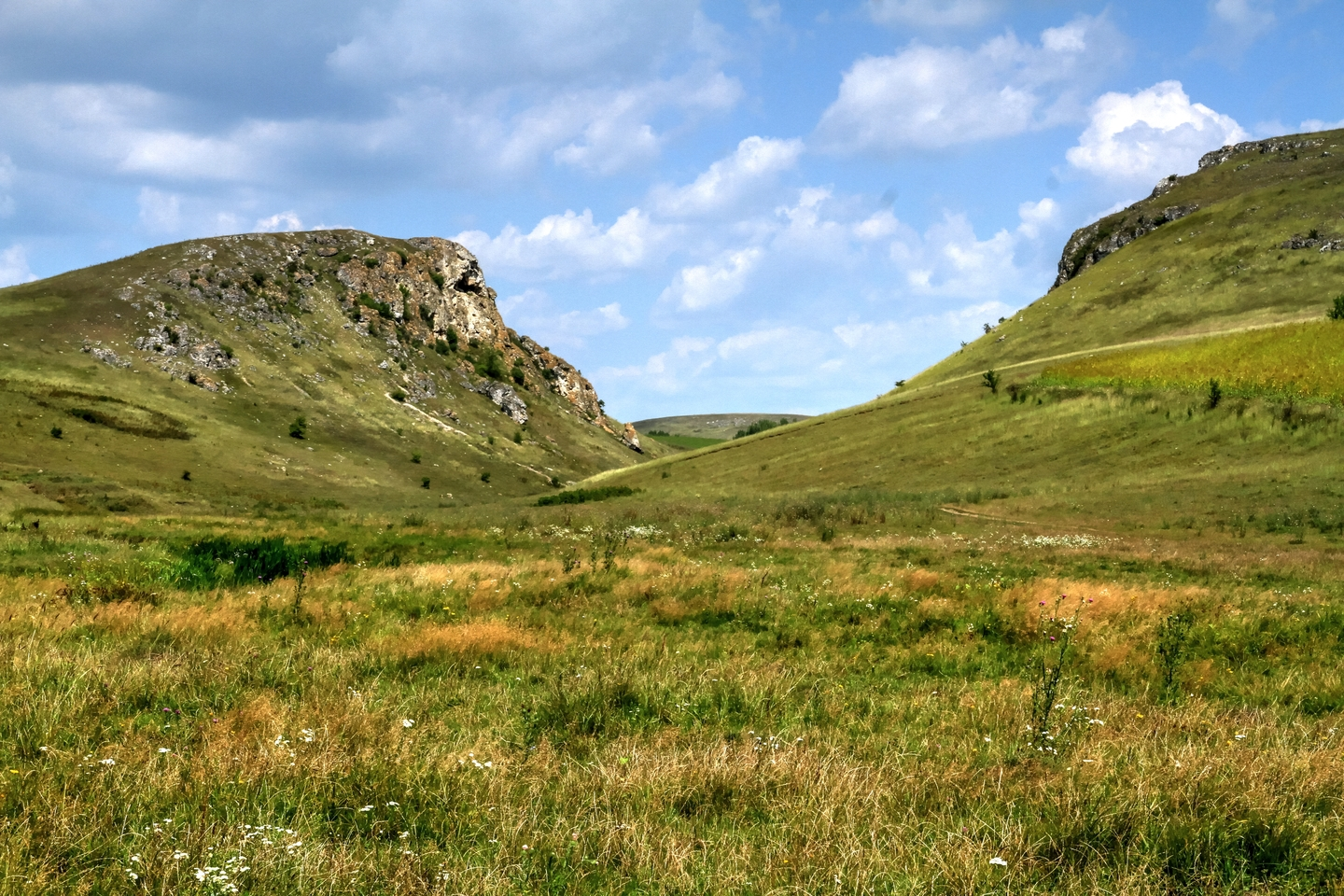
Defileul Caracușenii Vechi
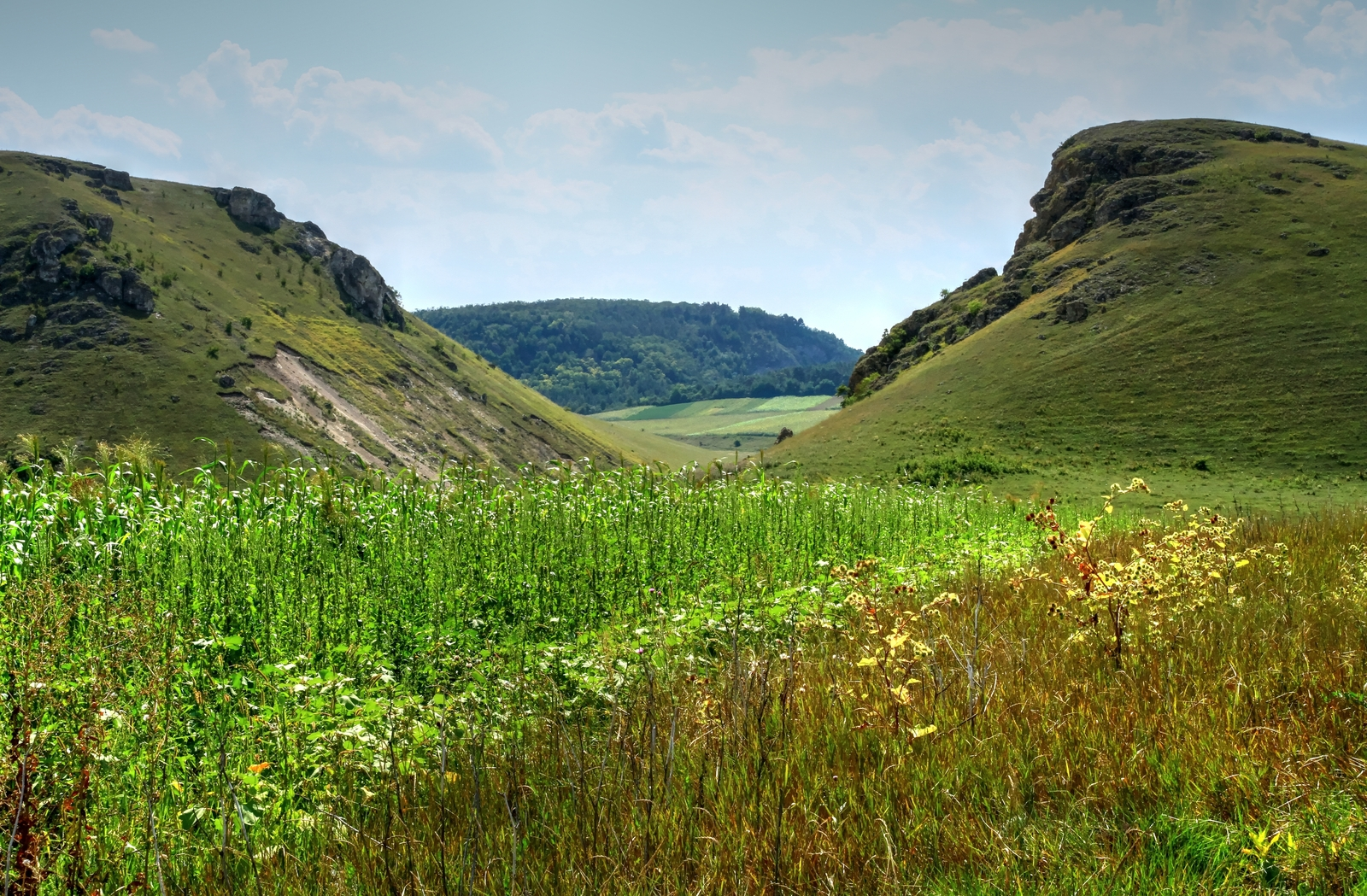
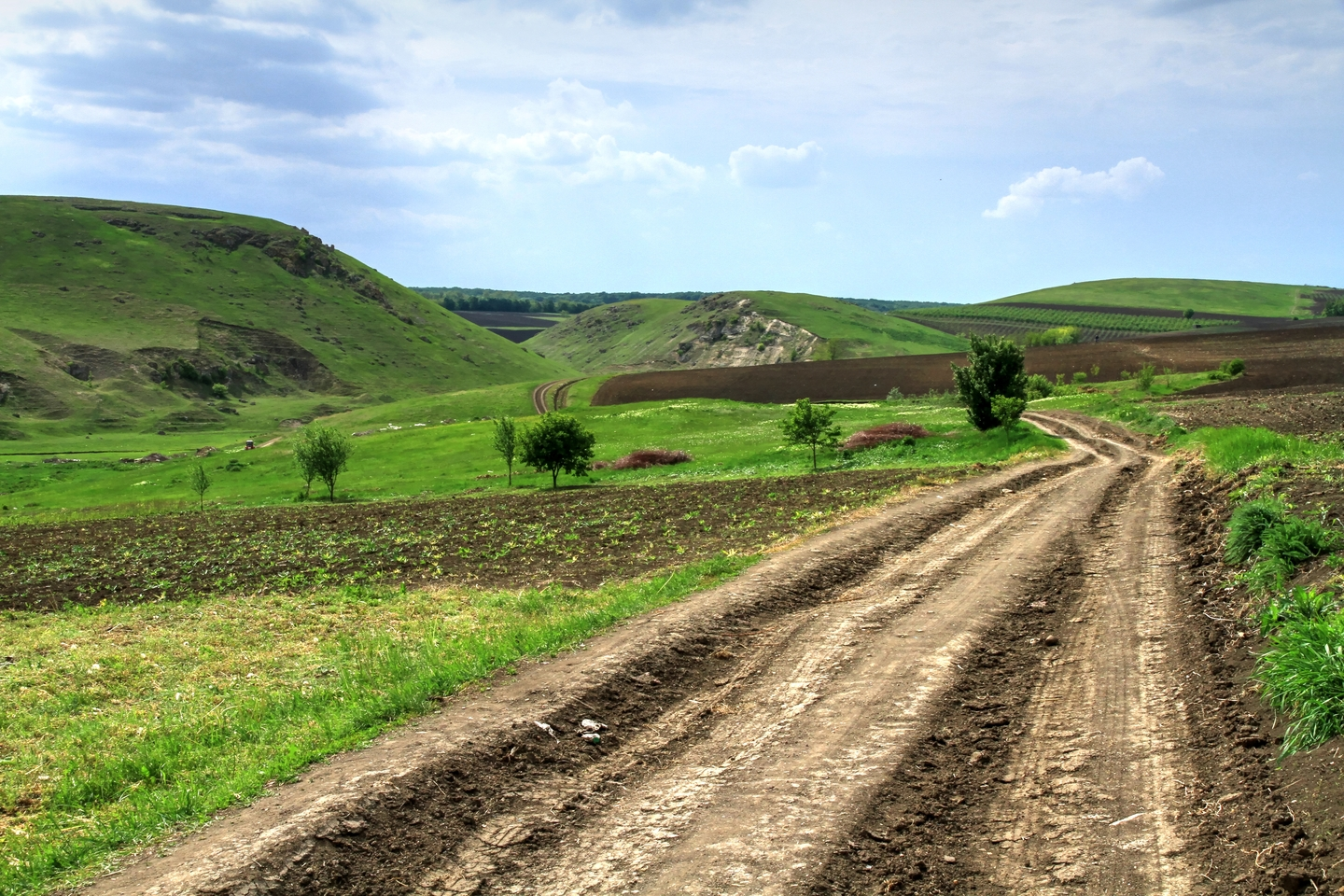
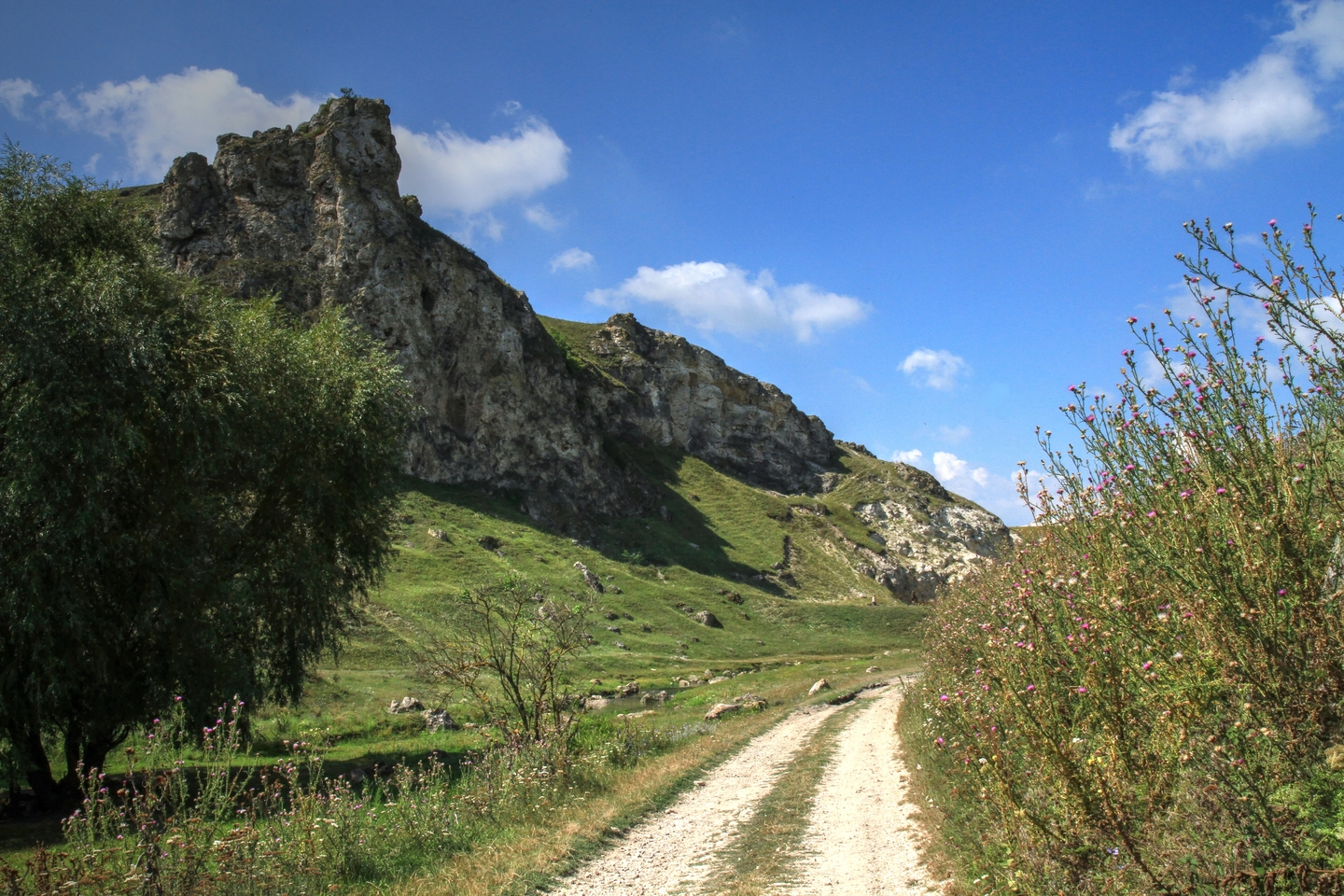
Stînca Țiglău
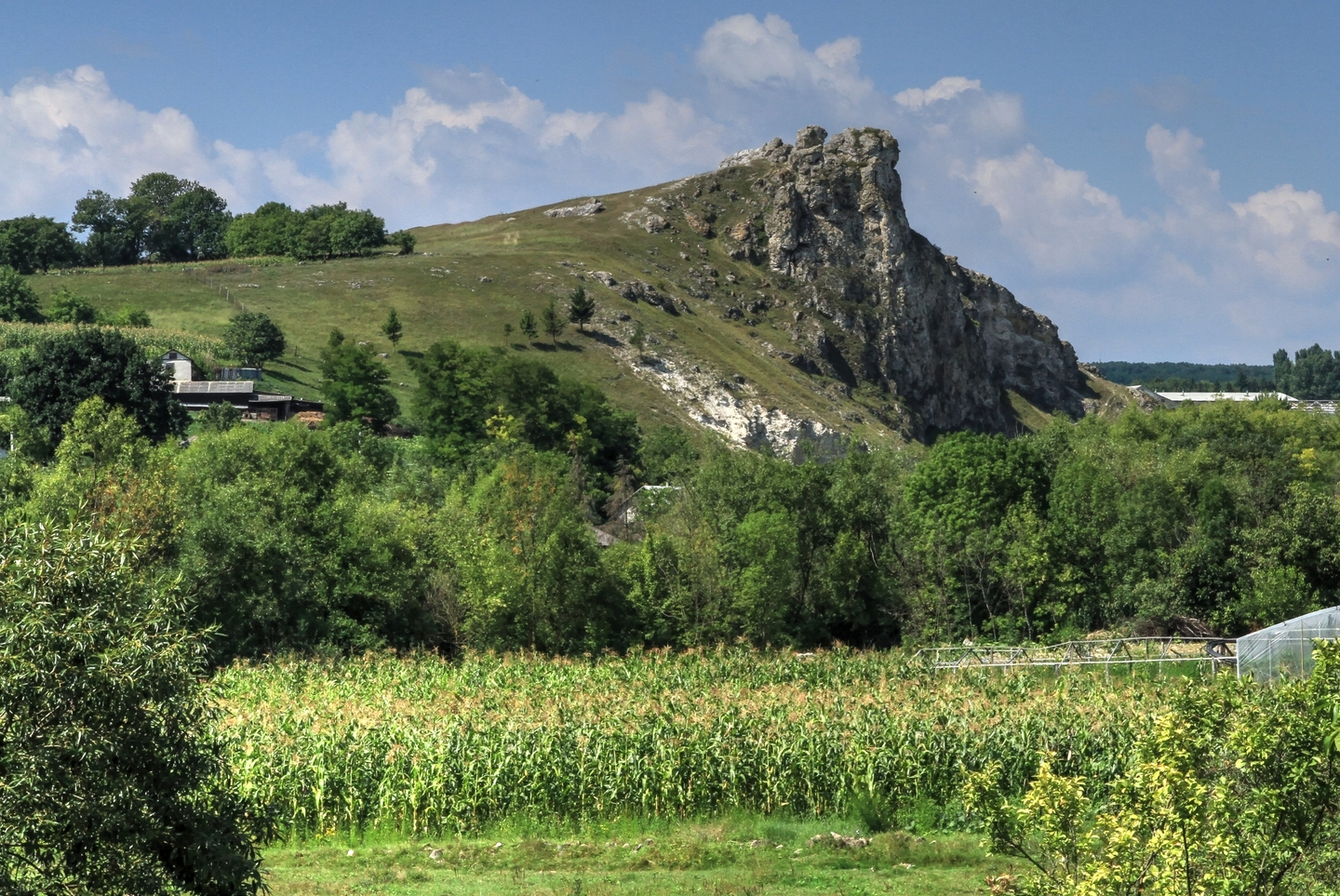
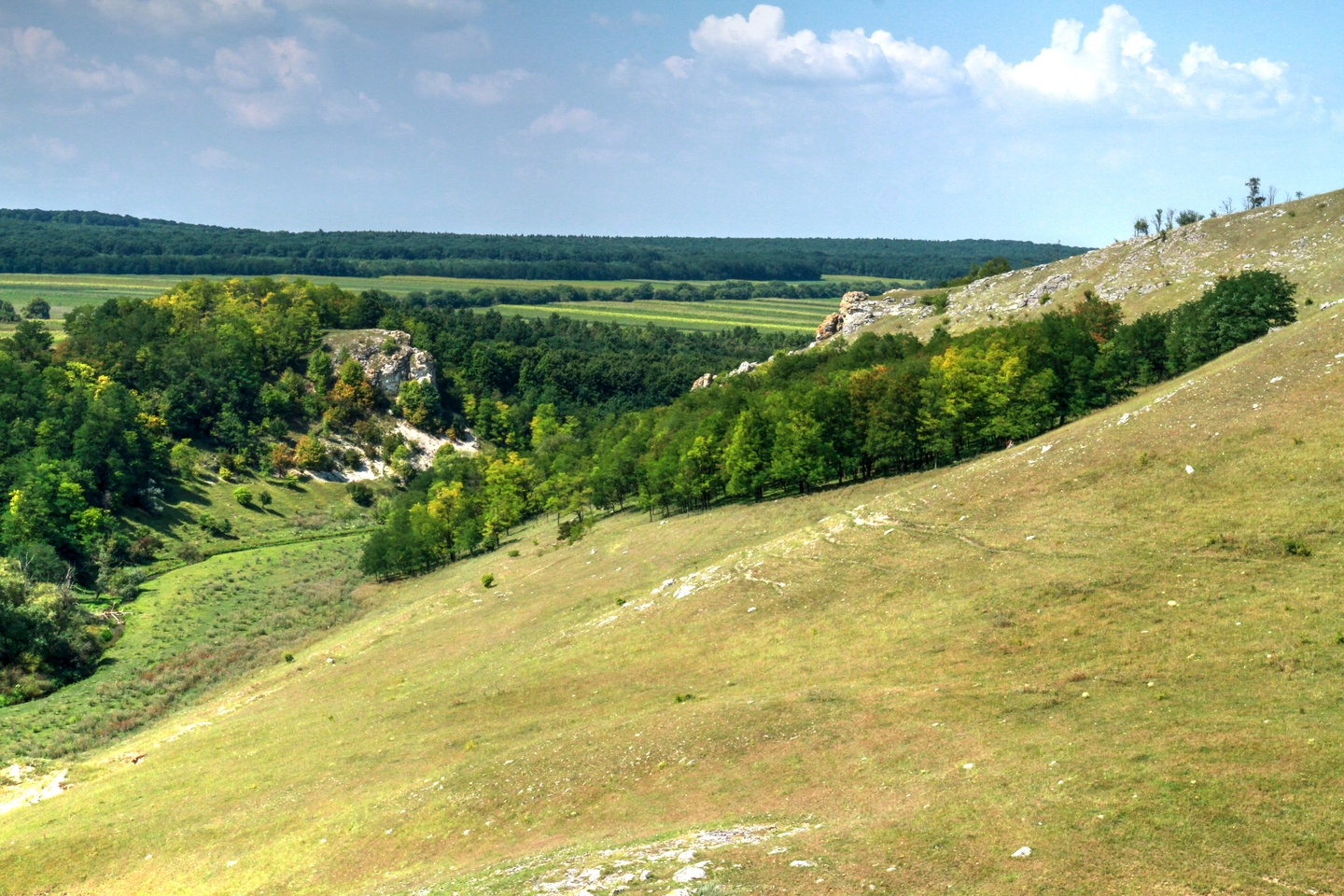
Defileul Borta Ciuntului de lângă Corjeuți
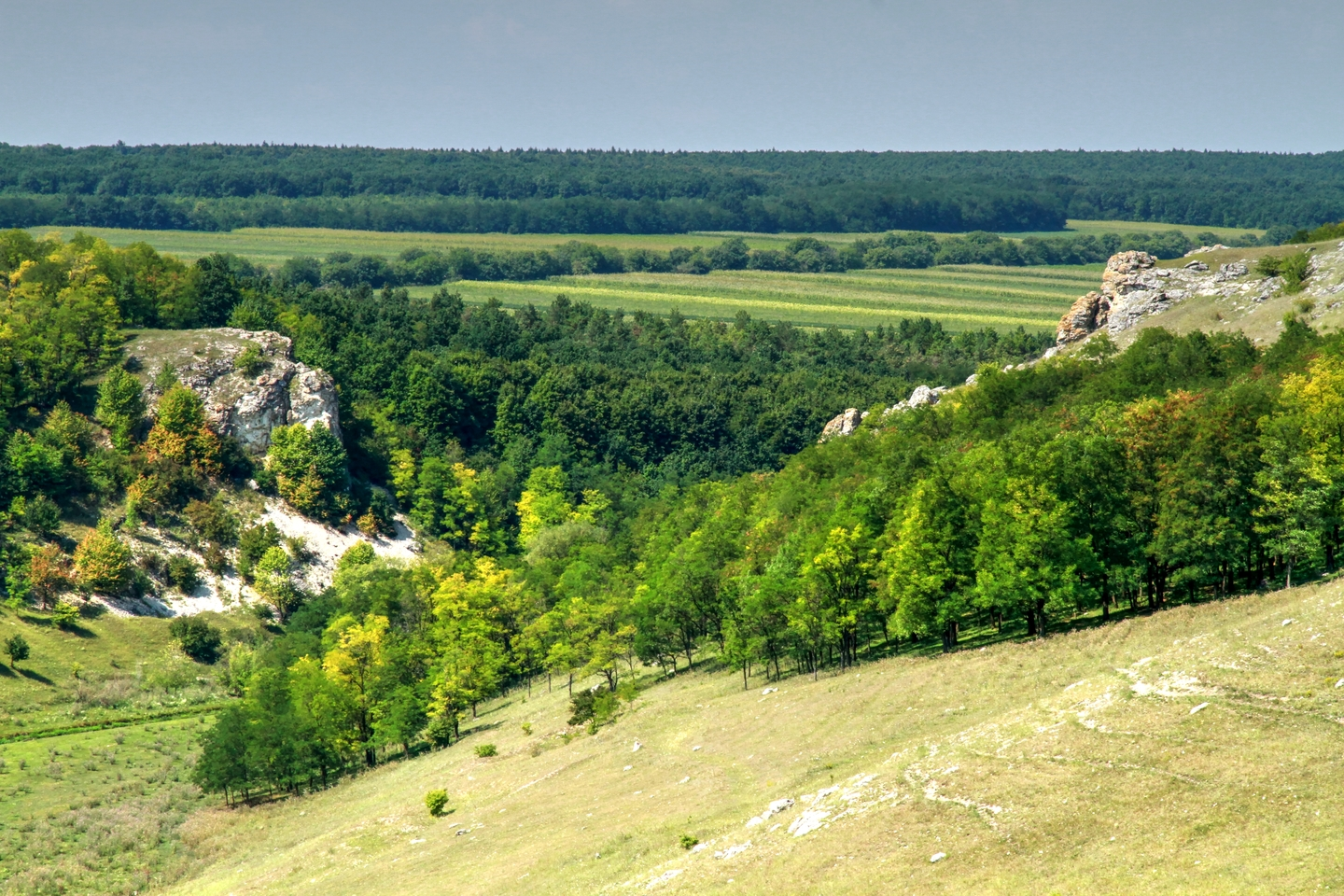
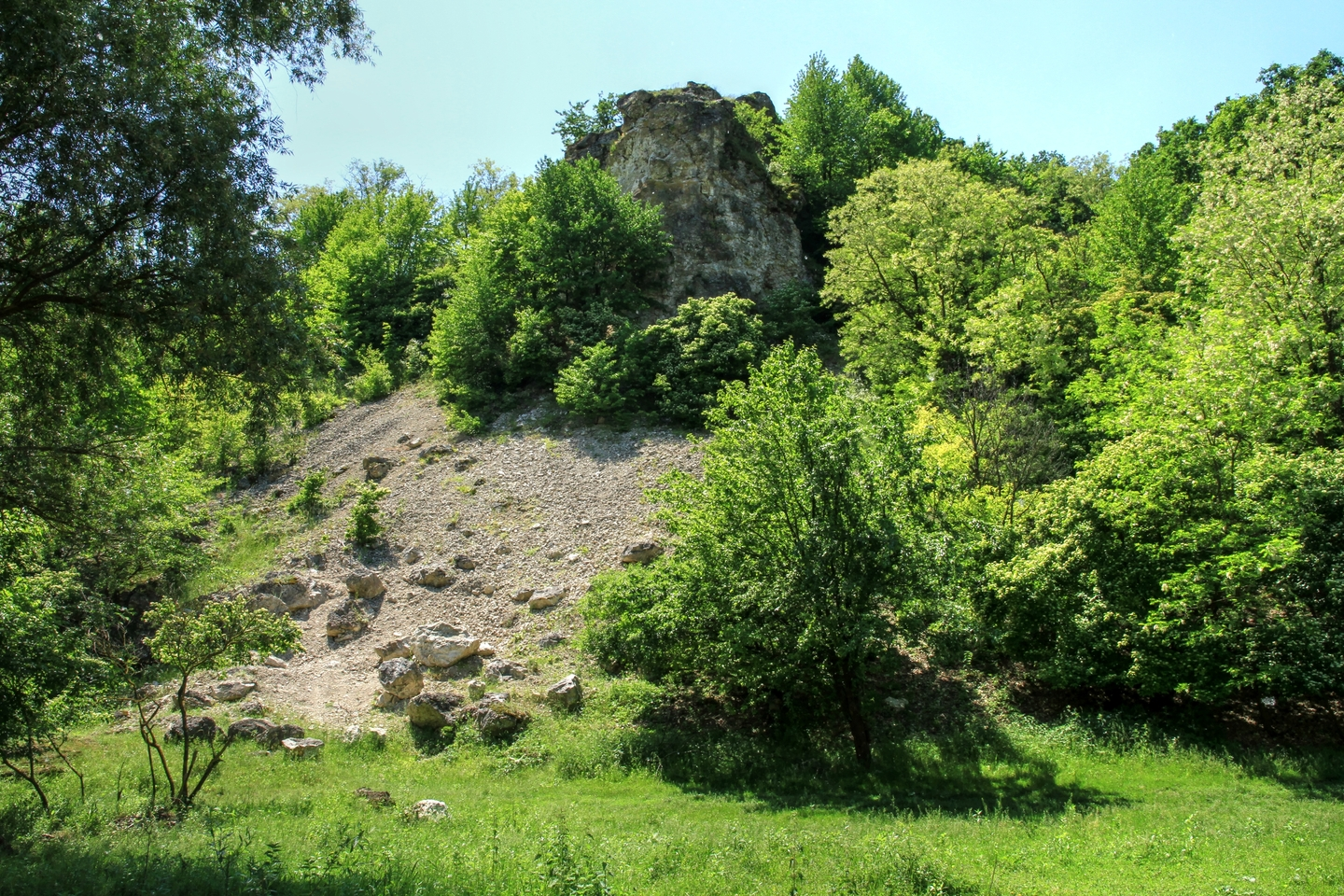
Fenomene carstice
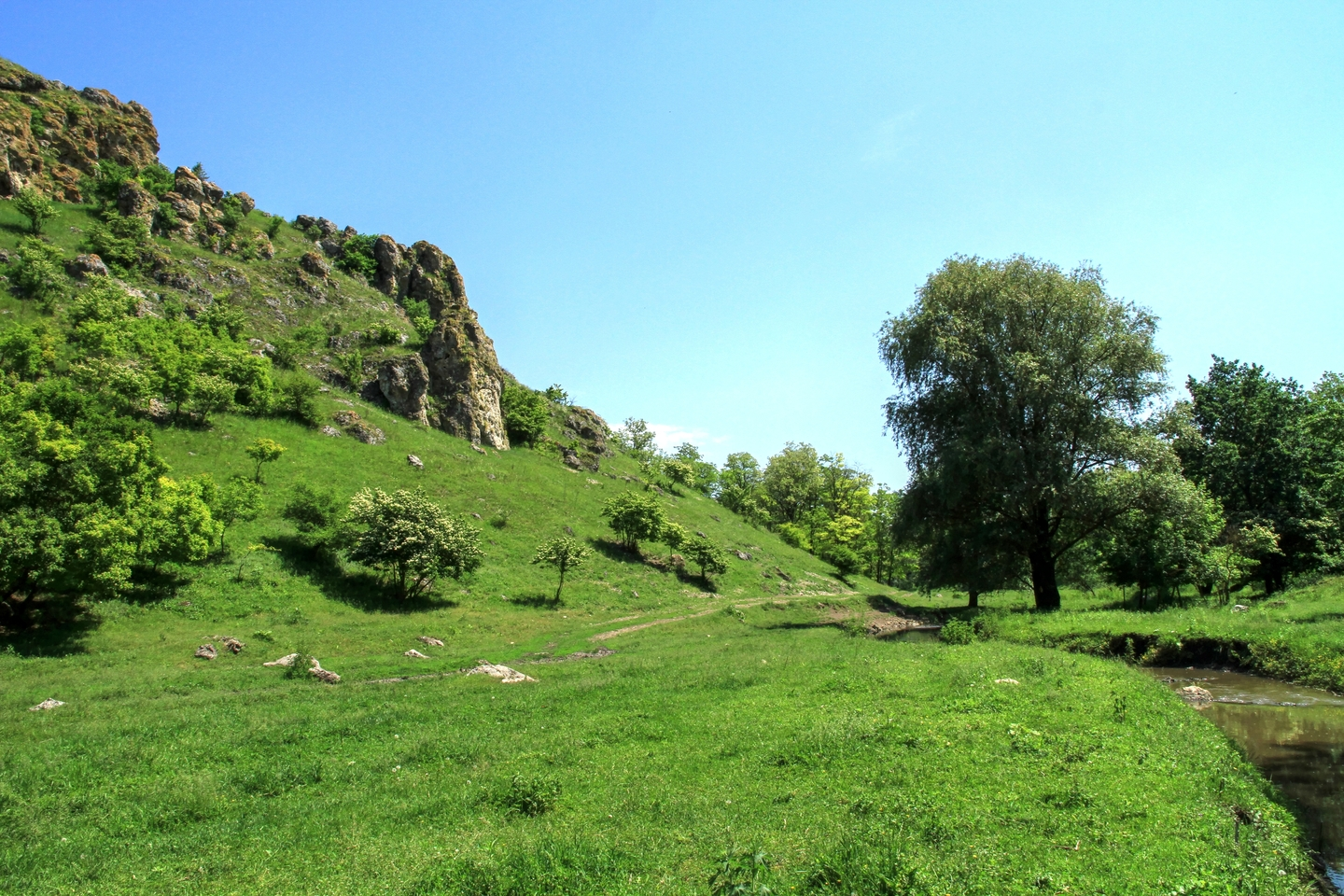
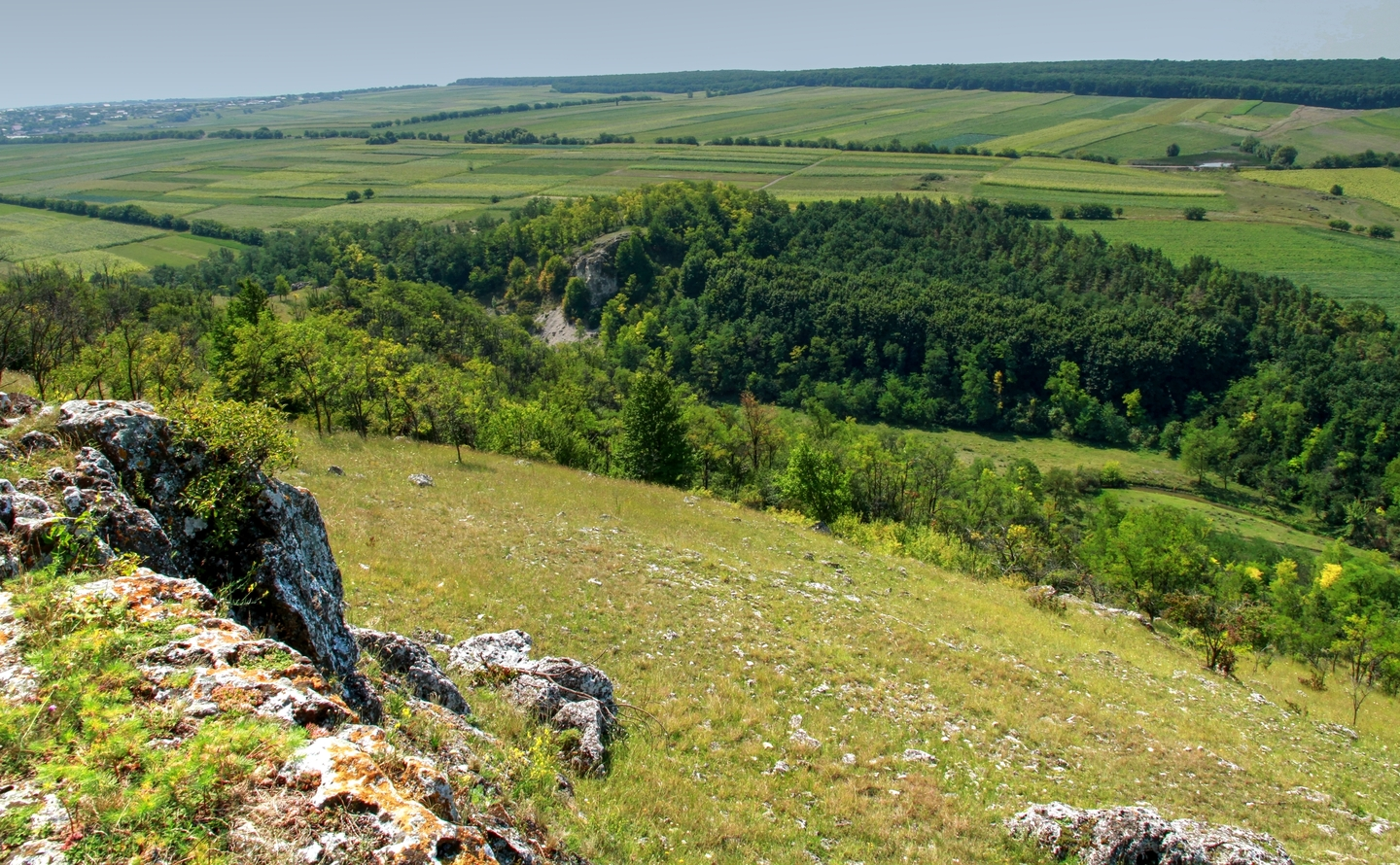
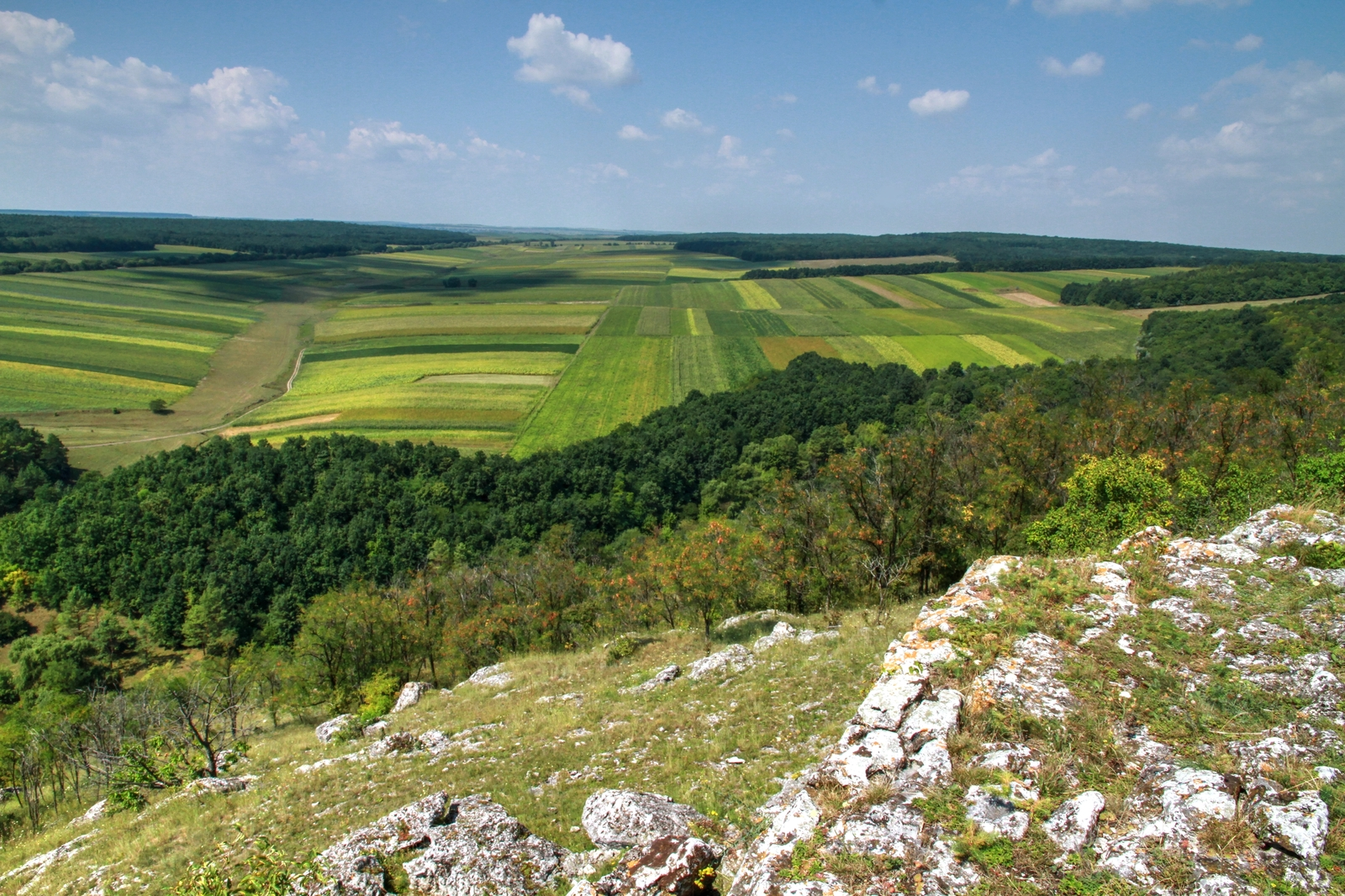
Peisaj
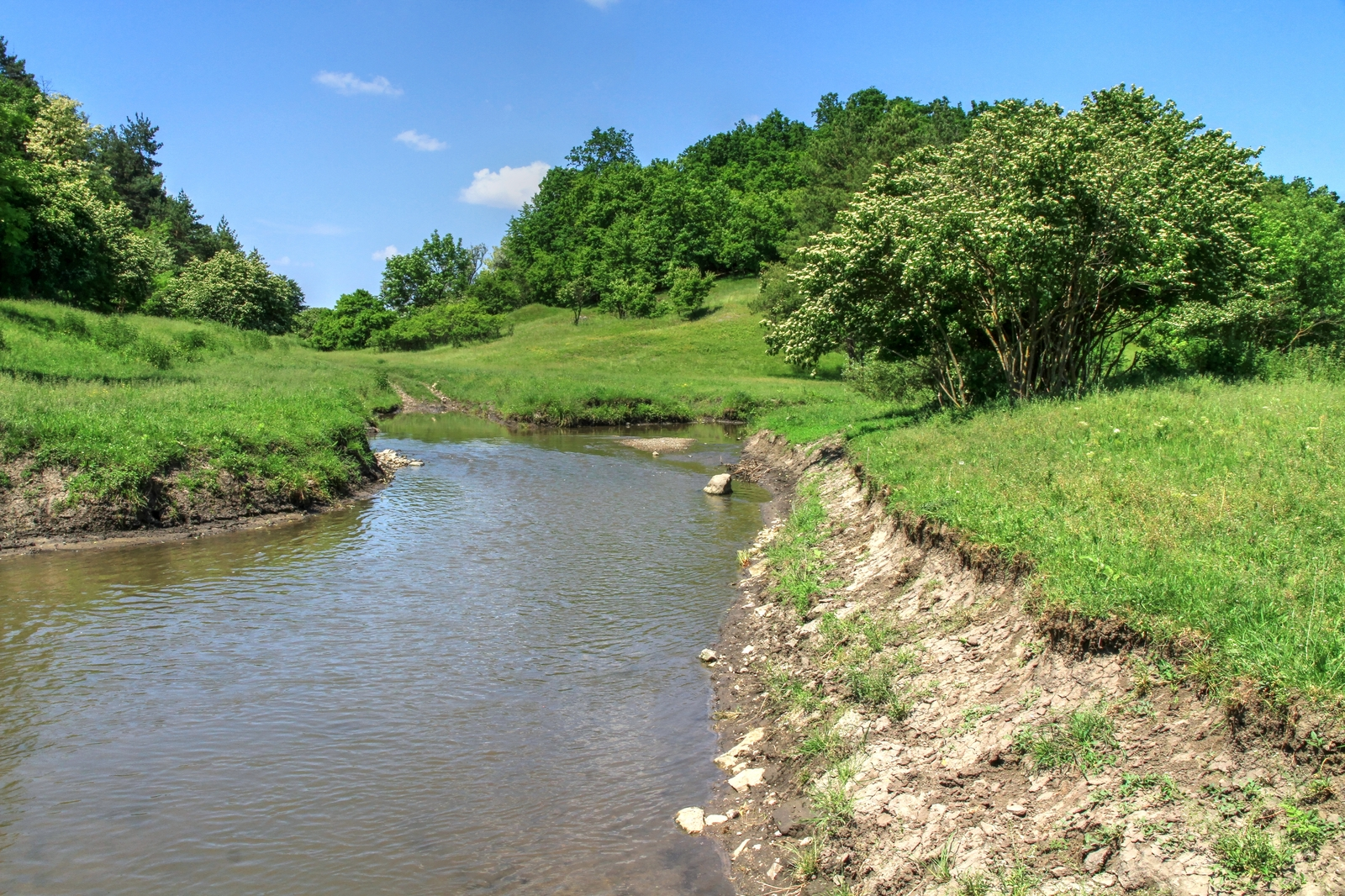
Defileul Borta Ciuntului
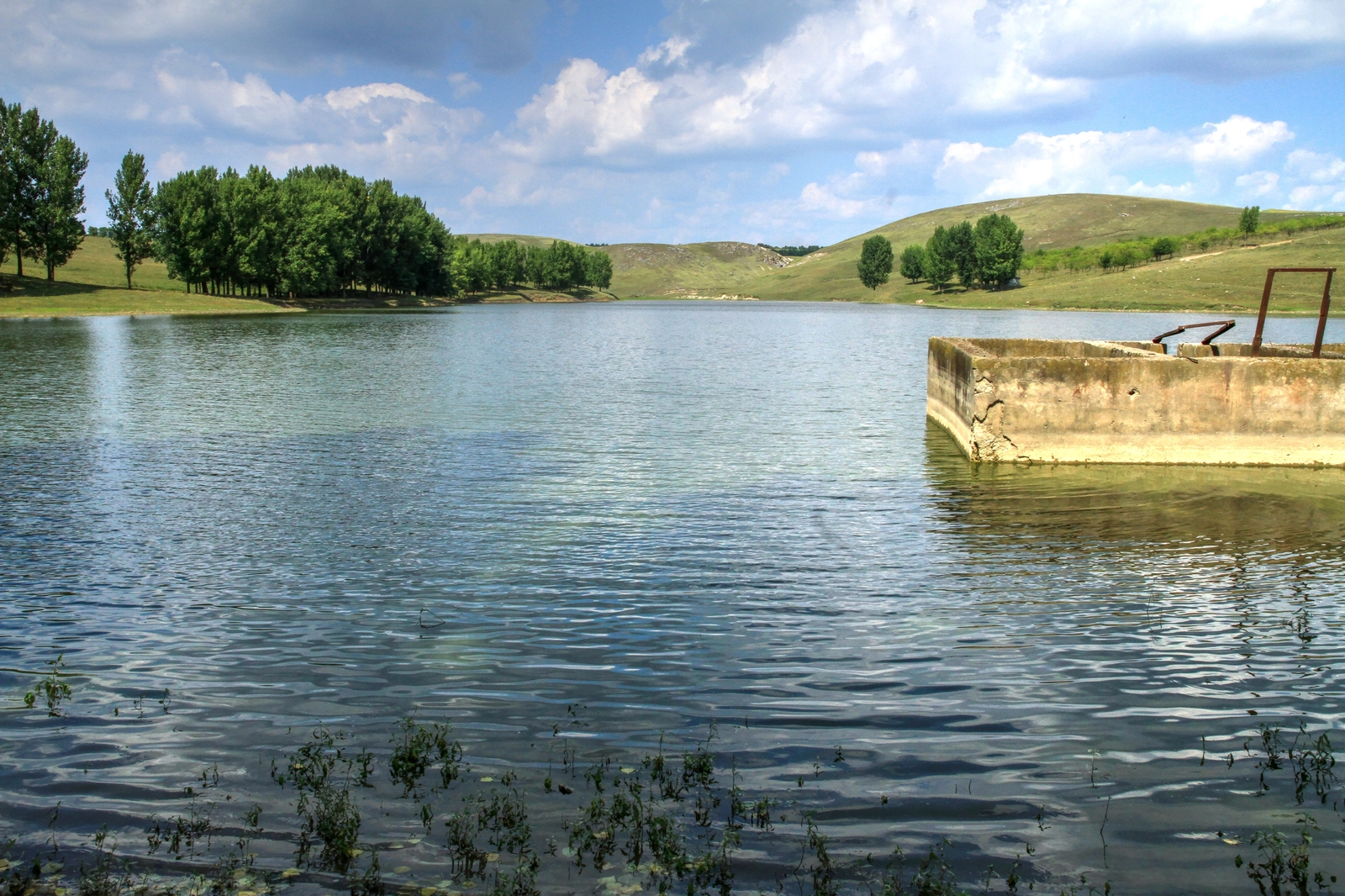
Lacul Lopatinca